# دانفيل (كاليفورنيا)
دانفيل (بالإنجليزية: Danville)‏ هي إحدى مدن مقاطعة كونترا كوستا، كاليفورنيا. تم إعطاؤها لقب مدينة في 1 يوليو، 1982.

## التركيبة السكانية
حدّد مكتب تعداد الولايات المتحدة بيانات التركيبة السكانية لدانفيل في تعداد الولايات المتحدة. في ما يلي، التركيبة السكانية حسب تعدادي 2000 و2010.

### تعداد عام 2000
بلغ عدد سكان دانفيل 41,715 نسمة بحسب تعداد عام 2000، وبلغ عدد الأسر 14,816 أسرة وعدد العائلات 11,865 عائلة مقيمة في البلدة. في حين سجلت الكثافة السكانية 891 نسمة لكل كيلومتر مربع (2,307.7/ميل2). وبلغ عدد الوحدات السكنية 15,130 وحدة بمتوسط كثافة قدره 323.2 لكل كيلومتر مربع (837.1/ميل2).
وتوزع التركيب العرقي للبلدة بنسبة 86.30% من البيض و0.92% من الأمريكيين الأفارقة و0.21% من الأمريكيين الأصليين و9% من الأمريكيين ذوي الأصول الآسيوية و0.12% من سكان جزر المحيط الهادئ و0.91% من الأعراق الأخرى و2.55% من عرقين مختلطين أو أكثر و4.66% من الهسبانيون أو اللاتينيون من أي عرق.
بلغ عدد الأسر 14,816 أسرة كانت نسبة 43.4% منها لديها أطفال تحت سن الثامنة عشر تعيش معهم، وبلغت نسبة الأزواج القاطنين مع بعضهم البعض 70.7% من أصل المجموع الكلي للأسر، ونسبة 7.1% من الأسر كان لديها معيلات من الإناث دون وجود شريك، بينما كانت نسبة 2.3% من الأسر لديها معيلون من الذكور دون وجود شريكة وكانت نسبة 19.9% من غير العائلات. تألفت نسبة 15.5% من أصل جميع الأسر من عدة أفراد يعيشون في نفس المنزل ونسبة 5.6% كانت تتألف من شخص يعيش بمفرده يبلغ من العمر 65 عاماً أو أكثر. وبلغ متوسط حجم الأسرة المعيشية 2.78، أما متوسط حجم العائلات فبلغ 3.13.
بلغ العمر الوسطي للسكان 39.9 عاماً. وكانت نسبة 28.6% من القاطنين تحت سن الثامنة عشر، وكانت نسبة 4.2% بين الثامنة عشر والرابعة والعشرين عاماً، ونسبة 27.6% كانت واقعةً في الفئة العمرية ما بين الخامسة والعشرين والرابعة والأربعين عاماً، ونسبة 29.2% كانت ما بين الخامسة والأربعين والرابعة والستين، ونسبة 9.4% كانت ضمن فئة الخامسة والستين عاماً فما فوق. يوجد لكل 100 أنثى 95.2 ذكر، ويوجد لكل 100 أنثى في الثامنة عشر من عمرها فما فوق 91.9 ذكر.
بلغ متوسط دخل الأسرة في البلدة 114,064 دولارًا، أما متوسط دخل العائلة فبلغ 125,867 دولارًا. وكان متوسط دخل الذكور 93,953 دولارًا مقابل 53,235 دولارًا للإناث. وسجل دخل الفرد الخاص بالبلدة 50,773 دولارًا. وكانت نسبة 1.3% من العائلات ونسبة 2.2% من السكان تحت خط الفقر، وكان من هؤلاء نسبة 1.7% تحت سن الثامنة عشر ونسبة 5.8% في الخامسة والستين من العمر وما فوق.

### تعداد عام 2010
بلغ عدد سكان دانفيل 42,039 نسمة بحسب تعداد عام 2010، وبلغ عدد الأسر 15,420 أسرة وعدد العائلات 11,978 عائلة مقيمة في البلدة. في حين سجلت الكثافة السكانية 897.9 نسمة لكل كيلومتر مربع (2,325.6/ميل2). وبلغ عدد الوحدات السكنية 15,934 وحدة بمتوسط كثافة قدره 340.3 لكل كيلومتر مربع (881.4/ميل2).
وتوزع التركيب العرقي للبلدة بنسبة 83.12% من البيض و0.88% من الأمريكيين الأفارقة و0.16% من الأمريكيين الأصليين و10.51% من الأمريكيين ذوي الأصول الآسيوية و0.16% من سكان جزر المحيط الهادئ و1.21% من الأعراق الأخرى و3.96% من عرقين مختلطين أو أكثر و6.85% من الهسبانيون أو اللاتينيون من أي عرق.
بلغ عدد الأسر 15,420 أسرة كانت نسبة 39.1% منها لديها أطفال تحت سن الثامنة عشر تعيش معهم، وبلغت نسبة الأزواج القاطنين مع بعضهم البعض 67.4% من أصل المجموع الكلي للأسر، ونسبة 7.4% من الأسر كان لديها معيلات من الإناث دون وجود شريك، بينما كانت نسبة 2.9% من الأسر لديها معيلون من الذكور دون وجود شريكة وكانت نسبة 22.3% من غير العائلات. تألفت نسبة 18.2% من أصل جميع الأسر من عدة أفراد يعيشون في نفس المنزل ونسبة 8.9% كانت تتألف من شخص يعيش بمفرده يبلغ من العمر 65 عاماً أو أكثر. وبلغ متوسط حجم الأسرة المعيشية 2.71، أما متوسط حجم العائلات فبلغ 3.10.
بلغ العمر الوسطي للسكان 44.5 عاماً. وكانت نسبة 26.6% من القاطنين تحت سن الثامنة عشر، وكانت نسبة 5% بين الثامنة عشر والرابعة والعشرين عاماً، ونسبة 19.1% كانت واقعةً في الفئة العمرية ما بين الخامسة والعشرين والرابعة والأربعين عاماً، ونسبة 34.8% كانت ما بين الخامسة والأربعين والرابعة والستين، ونسبة 14.4% كانت ضمن فئة الخامسة والستين عاماً فما فوق. وتوزع التركيب الجنسي للسكان بنسبة 48.3% ذكور و51.7% إناث.

## المناخ
يظهر الجدول التالي التغييرات المناخية على مدار السنة لدانفيل:
| البيانات المناخية لـدانفيل        | البيانات المناخية لـدانفيل | البيانات المناخية لـدانفيل | البيانات المناخية لـدانفيل | البيانات المناخية لـدانفيل | البيانات المناخية لـدانفيل | البيانات المناخية لـدانفيل | البيانات المناخية لـدانفيل | البيانات المناخية لـدانفيل | البيانات المناخية لـدانفيل | البيانات المناخية لـدانفيل | البيانات المناخية لـدانفيل | البيانات المناخية لـدانفيل | البيانات المناخية لـدانفيل |
| الشهر                             | يناير                      | فبراير                     | مارس                       | أبريل                      | مايو                       | يونيو                      | يوليو                      | أغسطس                      | سبتمبر                     | أكتوبر                     | نوفمبر                     | ديسمبر                     | المعدل السنوي              |
| --------------------------------- | -------------------------- | -------------------------- | -------------------------- | -------------------------- | -------------------------- | -------------------------- | -------------------------- | -------------------------- | -------------------------- | -------------------------- | -------------------------- | -------------------------- | -------------------------- |
| الدرجة القصوى °ف (°م)             | 77 (25)                    | 81 (27)                    | 88 (31)                    | 96 (36)                    | 108 (42)                   | 113 (45)                   | 113 (45)                   | 111 (44)                   | 115 (46)                   | 106 (41)                   | 93 (34)                    | 79 (26)                    | 115 (46)                   |
| متوسط درجة الحرارة الكبرى °ف (°م) | 56 (13)                    | 61 (16)                    | 66 (19)                    | 71 (22)                    | 77 (25)                    | 83 (28)                    | 89 (32)                    | 88 (31)                    | 86 (30)                    | 77 (25)                    | 64 (18)                    | 56 (13)                    | 73 (23)                    |
| متوسط درجة الحرارة الصغرى °ف (°م) | 39 (4)                     | 42 (6)                     | 44 (7)                     | 46 (8)                     | 50 (10)                    | 54 (12)                    | 57 (14)                    | 57 (14)                    | 55 (13)                    | 50 (10)                    | 43 (6)                     | 39 (4)                     | 48 (9)                     |
| أدنى درجة حرارة °ف (°م)           | 18 (−8)                    | 21 (−6)                    | 22 (−6)                    | 29 (−2)                    | 32 (0)                     | 30 (−1)                    | 36 (2)                     | 40 (4)                     | 35 (2)                     | 29 (−2)                    | 22 (−6)                    | 18 (−8)                    | 18 (−8)                    |
| الهطول إنش (مم)                   | 2.87 (73)                  | 2.98 (76)                  | 2.36 (60)                  | 1.01 (26)                  | 0.48 (12)                  | 0.09 (2.3)                 | 0 (0)                      | 0.05 (1.3)                 | 0.22 (5.6)                 | 0.85 (22)                  | 1.84 (47)                  | 2.58 (66)                  | 15.33 (391.2)              |
| المصدر:                           |                            |                            |                            |                            |                            |                            |                            |                            |                            |                            |                            |                            |                            |

## أعلام
- جيف كوب
- دوغ باوزر
- ريتشارد نيلسون بولز
- دايفيد زوكرمان
- هربرت بلامر
- كايل ديفيز
- غريغ ويلسون
- إيرني فازيو
- ستيف بارنت